# Heliconius atakama
Heliconius atakama är en fjärilsart som beskrevs av Heinrich Neustetter 1931. Heliconius atakama ingår i släktet Heliconius och familjen praktfjärilar. Inga underarter finns listade i Catalogue of Life.